# Kirsana
Kirsana (arabe : كرسانا) est une petite ville côtière du nord-ouest de la Syrie, dépendant administrativement du district de Lattaquié (dans le gouvernorat du même nom). Elle est située au nord de Lattaquié proche d'al-Chamiyeh et de Bourj Islam au nord, Bourj al-Qasab au sud-ouest et de Sitmarkho au sud. Selon le recensement de 2004, Kirsana comptait alors une population de 5 499 habitants, majoritairement alaouites.